# Céleste Mogador
Pour les articles homonymes, voir Céleste et Mogador (homonymie).
Élisabeth-Céleste Vénard, épouse de Chabrillan, née le 27 décembre 1824 à Paris et morte le 18 février 1909 à Paris 18e, est une prostituée, galante, courtisane, comédienne, danseuse, actrice, autrice, chanteuse, propriétaire et directrice de théâtre, française, connue sous le nom de scène de « la Mogador ». Elle navigue aussi bien dans les hiérarchies sociales que prostitutionnelles, de Paris à Melbourne (Australie), du Poinçonnet à Asnières en passant par le Vésinet.

## Biographie

### Jeunesse
Élisabeth-Céleste Vénard est née à Paris, le 27 décembre 1824 à la maison de santé municipale Dubois. Ses parents habitent alors au no 7 de la rue Pont-aux-Choux dans le quartier du Temple, et semblent posséder une chapellerie rue du Puits.
Elle est la fille de Claude-Alexandre Vénard et de Marie-Anne-Victoire Bedo (1797-1874), propriétaires d'une maison garnie et d'une boutique de meubles au no 8 de la rue de Bercy-Saint-Jean. La tante maternelle de Céleste se nomme Adèle, et son oncle demeure inconnu. À l'âge de 5 ou 6 ans elle semble perdre son père. La relation entre la mère et la fille traduit toute la complexité des relations entre mères et filles au XIXe siècle. Anne-Victoire apparait et s'efface en fonction des revers de fortune de sa fille. Sa mère cumule les amants. Elle se met en concubinage avec un dénommé Vincent afin de pouvoir élever sa fille et de continuer à vivre, car "une liaison peut fournir un complément de ressources".
En 1835, Céleste a 11 ans et fait sa première communion. Elle devient apprentie-brodeuse chez un certain M. Grange, rue du Temple. Dans les rues, elle se prend à rêver devant les affiches de théâtre. À 14 ans (1838), elle veut fuir le domicile familial. L'année suivante, elle quitte son apprentissage chez M. Grange. L’amant de sa mère, Vincent, essaie un soir de la violer.

### De l’état de prostituée à celui de galante: l’archétype d’un parcours d’une fille publique
À la suite de cette tentative de viol, Céleste Vénard fuit et se retrouve quelques jours seule dans la rue. Elle est recueillie par Thérèse, une prostituée. Peu de temps après, Thérèse et Céleste se font contrôler par deux gardes municipaux. Après leur arrestation, Céleste passe par la Conciergerie où le commissaire M. Régnier l’interroge. Thérèse est libérée, mais Céleste part alors pour la Conciergerie, puis la prison de Saint-Lazare. Pendant les années 1839-1840, Céleste Vénard reste enfermée. Elle rencontre des mendiantes, des prostituées, dont Denise et Maria la Blonde. À Saint-Lazare se côtoient des « filles de douze et de quinze ans et de femmes de trente et quarante ans ». Le désir d’ascension sociale de Céleste vient d’une volonté d’échapper à la précarité. La prostitution devient alors un moyen d’échapper à sa condition première. Lors d’une conversation entre Denise et Céleste, la première semble lui dire : « C’est une erreur, me dit-elle. Tu n’as vu que la basse classe de ces femmes, les laides ou les sottes. Mais j’en ai connu, moi qui se sont fait une petite fortune, qui ont de beaux appartements, des bijoux, des voitures ; qui ne sont en relations qu’avec des gens de la plus haute société. Si j’étais aussi jolie que toi, j’aurai bien vite fait mon affaire. Tu seras bien avancée de te marier à un ouvrier qui te battra peut-être, ou bien te fera travailler pour deux. Et puis tu es venue ici ; tu auras beau faire, on le saura et on te le reprochera. » » Céleste une fois seule : « Je me voyais riche, couverte de bijoux, de dentelles. Je regardai dans mon petit morceau de miroir ; j’étais vraiment jolie, et pourtant le costume n’était pas avantageux ». Cette Denise, mineure, est déjà bien informée sur les conditions pour rentrer dans le monde prostitutionnel : « J’ai encore 6 mois ; je veux me faire inscrire. Il faut avoir seize ans ; si on ne te réclame pas, tu feras comme moi. Je connais de belles maisons, où l’on nous donnerait beaucoup d’argent ».
À sa sortie de prison, Céleste retrouve le foyer familial. À 16 ans, elle part retrouver Denise dans une maison de tolérance, peut-être au 6 rue des Moulins. Elle se fait inscrire à la préfecture de Police sous le numéro 3748. Cette inscription signe pour une femme son entrée « dans le monde clos de la prostitution tolérée ». C’est dans cette maison qu’elle semble perdre sa virginité. Elle rencontre des hommes et des amants-clients, dont Alfred de Musset. Ce dernier l’humilie en l’aspergeant d’eau de Seltz lors d’un dîner au restaurant Au Rocher de Cancale. Avec Denise, Céleste fréquente les bals étudiants de la Grande Chaumière lors des étés 1840-42. Elles semblent fréquenter le Jardin Mabille avant et après sa restauration entre 1842 et jusqu’aux premiers jours de l’automne 1844. Puis elle semble fréquenter le bal Valentino en 1845. En 1846-47, elle fréquente les bals des Frères Provençaux. En 1849, elle fréquente certains des bals organisés au Jardin d’hiver.
Le sacre de reine Mogador au bal Mabille a lieu le 26 ou 28 septembre 1844 par Brididi, danseur et maître à danser. Sous le charme et désireux de trouver une concurrente à le Reine Pomaré, de son vrai nom Lise Sergent, Brididi apprend la polka à Céleste, nouvelle danse. Elle doit son surnom à l’actualité récente puisque la France était en guerre avec le Maroc. Celle-ci fait rage à la mi-août 1844. Le prince de Joinville donne l’ordre de bombarder la ville de Mogador (l’actuelle ville d’Essaouira). Par la suite, la France a eu autorité sur l’Algérie, et Céleste Vénard devint "La galante Mogador", accumulant les amants et les richesses.

### Galante, courtisane et comtesse
Adulée, recherchée, courtisée, Céleste Mogador accumule les amants-clients. En raison de la fin de l’été et de la fermeture du Mabille, Mogador cherche une place dans les théâtres. Elle est engagée au théâtre Beaumarchais dans son propre rôle de reine de Mabille. Le succès retombant, vers 1845-1846, elle rencontre Laurent Franconi et devient écuyère à l'Hippodrome, place de l'Étoile.
En 1846-1847, elle pose pour Thomas Couture dans Les Romains de la décadence. La main de Céleste est représentée sur le personnage féminin central dans le tableau.
Elle rencontre toute la bohème romantique de la monarchie de Juillet. Elle fréquente principalement les Grands-Boulevards, le Palais-Royal et la place de la Madeleine, hauts-lieux des loisirs, des plaisirs et du racolage parisien. Parmi les cafés et restaurants, elle fréquente le Café Anglais, le Café Foy, la Maison dorée, l’Hôtel du Liban, Chez Tortini, le Ranelagh, Chez Brébant-Vachette…

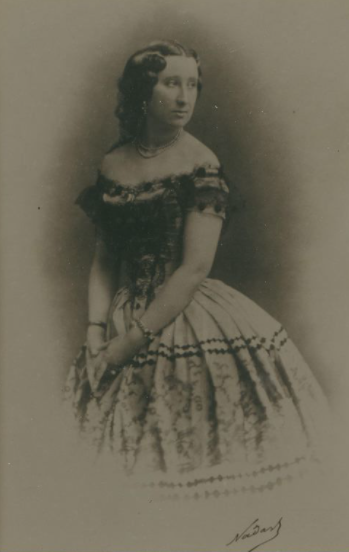
La Mogador

La fréquentation de maisons de jeux se fait de façon clandestine. Ces maisons furent depuis le 31 décembre 1836 officiellement fermées. Bien qu'elles soient interdites, Céleste Mogador les fréquente lors des années 1846-48, rue Geoffroy Marie. Cela montre le besoin pressant d’argent que le gain offert par la prostitution ne peut combler. On constate que cette fréquentation ne dure qu’environ deux ans et qu’elle permet à Mogador de survivre.
Elle adapte sa vie en fonction de ses revers de fortune dans le but de survivre, d’évoluer socialement et d’imiter les bourgeoisies triomphantes. Céleste Mogador passe de l’état de grisette, de fille encartée, de lorette, de soupeuse, de noceuse, à celui de femme galante puis de courtisane. Garder son statut de femme galante n’est pas chose facile. Le parcours théâtral de Céleste est variant et montre une volonté et un courage infaillible à vouloir s’élever au sommet de la hiérarchie sociale, qui de facto l’élève dans la hiérarchie prostitutionnelle. De son propre rôle de danseuse à Mabille, sur la scène du théâtre Beaumarchais en 1844-45, au statut d’autrice de pièce de théâtre, Céleste Vénard passe par des premiers ou seconds rôles, dont écuyère à l’Hippodrome de 1845 à 1847. Elle devient également propriétaire de son propre théâtre, les Folies-Marigny à l’angle de l’avenue des Champs-Élysées et de l’avenue Marigny, dans les années 1862 à 1864, puis, directrice du Théâtre des Nouveautés de 1869 jusqu’au début des années 1870.
On peut déjà distinguer une forte mobilité tant spatiale que sociale du parcours de Céleste. Lorsque l’on s’intéresse aux salles de spectacles qu'elle fréquente, on peut dire qu'elle apprécie très majoritairement les salles de spectacles populaires. Sur les quarante-sept occurrences concernant les salles de théâtres où l’on joue tragédies, drames et vaudevilles, la base de données montre qu'elle fréquente majoritairement le Théâtre des Nouveautés, au 60 rue du Faubourg-Saint-Martin, avec dix-sept occurrences (voir tableau no 4). Le Théâtre Beaumarchais situé sur le boulevard du même nom comptabilise cinq occurrences. Le Théâtre de Belleville, et le Théâtre des Variétés comptabilisent quatre occurrences chacun. Trois occurrences sont dénombrées pour le Théâtre du Palais-Royal, les Folies-Dramatiques et le Théâtre de Cluny. Le Théâtre des Délassements-Comiques et le Théâtre de l’Ambigu comptabilisent deux occurrences. Le Théâtre de la Porte-Saint-Antoine, les Funambules, la Porte-Saint-Martin et le théâtre Vivienne comptent une occurrence chacun. Céleste Vénard ne fréquente donc pas tous les théâtres parisiens, mais uniquement ceux qu’elle connaît. On constate également que la forte présence du Théâtre des Nouveauté correspond à son statut de directrice. Toute la complexité de l’analyse correspond à l’entremêlement des différentes professions issues du monde théâtral (actrice, directrice, autrice, propriétaire) avec la notion de divertissement qu’offre le théâtre au travers des différents spectacles.

### Mariage et mimétisme bourgeois
En 1849, Céleste rencontre un homme qu'elle surnomme Richard lors d'un bal au Jardin d'Hiver. Dans les années 1849-51, elle accepte de se marier avec le dénommé Richard à Londres en échange d'une somme de quarante mille francs. Au dernier moment, elle rejette cette union, renonce aux fiançailles et rentre à Paris, tout en gardant l’argent.

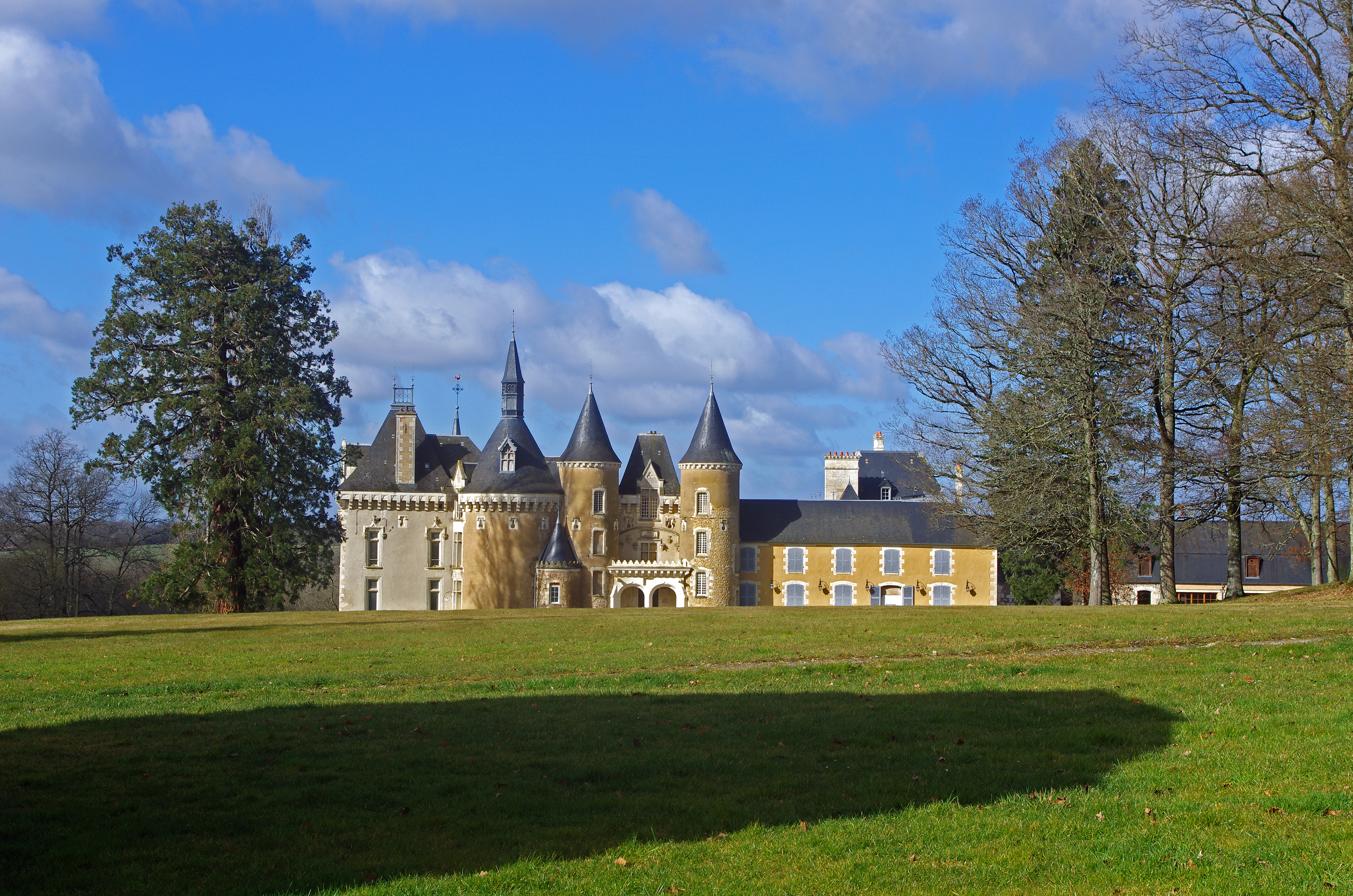
Le château du Magnet.

Elle rencontre vers 1846-47 Lionel-Gabriel-Paul-Josselin de Guigues de Moreton de Chabrillan, petit-fils du comte de Choiseul-Beaupré. Bien qu'aristocrate, le jeune viveur est endetté. Il vit tantôt à Paris, tantôt au château du Magnet, situé à Mers-sur-Indre, qu'il a hérité de son père en 1847. Liaisons, ruptures et réconciliations s'y succèdent.
Elle n'est pas prise du même attrait que George Sand pour le Berry : "J'avais lu les livres de Mme Sand, confie-t-elle dans ses Mémoires, et je me faisais une fête de visiter les paysages qu'elle avait décrits. J'allai voir la Mare-au-Diable. Quelle déception ! Je trouvai une mare pleine de vase, ornée de beaucoup de canards. Je me désillusionnai sur le pays que j'avais cru enchanté". Finalement, elle reprend sa vie parisienne. En 1851, Lionel vend le Magnet et Céleste achète le château du Poinçonnet.
Se retrouvant dans l'impossibilité de recouvrir ses dettes, le comte s'échappe comme chercheur d'or en Australie. Céleste tente de récupérer le château par des procès à Paris, Châteauroux et Bourges en réussissant à prouver qu'elle a acheté le château elle-même. Vers 1852-53, Lionel revient.
Le 9 novembre 1853, la mère de Céleste donne son consentement à son mariage avec le comte de Chabrillan déjà ruiné et endetté. L'union est célébrée à Londres le 7 janvier 1854, avant leur départ pour l’Australie où Lionel a obtenu un poste de Consul de France à Melbourne. Céleste Mogador devient alors la comtesse de Chabrillan : elle quitte son état de prostituée pour celui de femme du monde, lui permettant de fuir son état social et géographique initial.

### La comtesse de Chabrillan et sa vie australienne

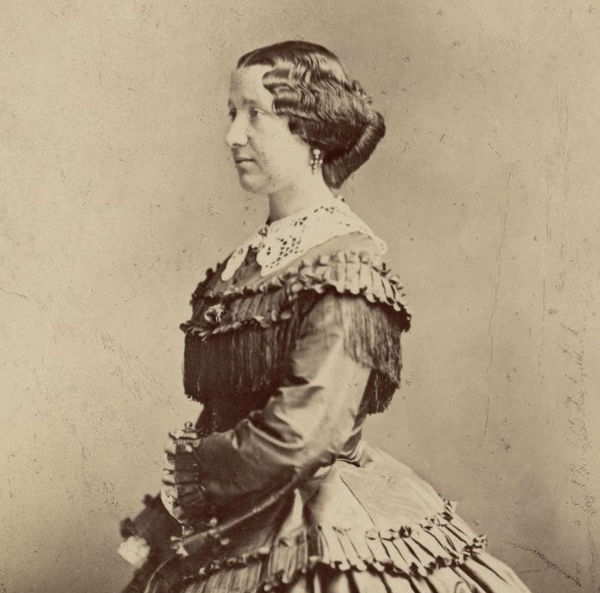
Daguerréotype de Tournachon (vers 1864)

De son mariage à la mi-décembre 1856, Céleste et Lionel vivent à Melbourne en Australie. Après des débuts difficiles, elle se fait accepter par la bonne société. Céleste s’embourgeoise, apprend l’anglais, travaille son piano et l’histoire de France. Elle organise un gala de charité pour les victimes de la guerre de Crimée. Ils rencontrent Lola Montés et sa danse qui fait scandale. Lionel se fait spéculateur, et c’est la déroute : ils se retrouvent ruinés. Céleste rentre en France en 1856 et s’installe au 11 rue d’Alger à Paris. Lionel fait un aller-retour entre la France et l’Australie entre 1856 et 1858 puis il meurt à Melbourne le 29 décembre 1858.
Céleste Mogador avait entre-temps fait publier en France en 1854 avec l'aide de son avocat Me Desmarest et d'Emile de Girardin, un volume de mémoire Adieu au monde — Mémoires de Céleste Mogador qui est rapidement censuré. Ses mémoires connaîtront ensuite plusieurs rééditions, en 1858 et en 1874.

### La veuve Madame Lionel de Chabrillan
Devenue veuve, Céleste écrit des articles de presse et des romans feuilletons pour La Presse, La Gazette des plaisirs, La Causerie dramatique.

En 1860, elle remplace une amie lors d'une représentation à Rouen. Un jour elle subit une mésaventure avec un cheval sur scène. Le directeur Geneval lui lance alors qu'"elle n'est pas une vraie artiste". Pour la comtesse c'est l'insulte suprême. Elle part.

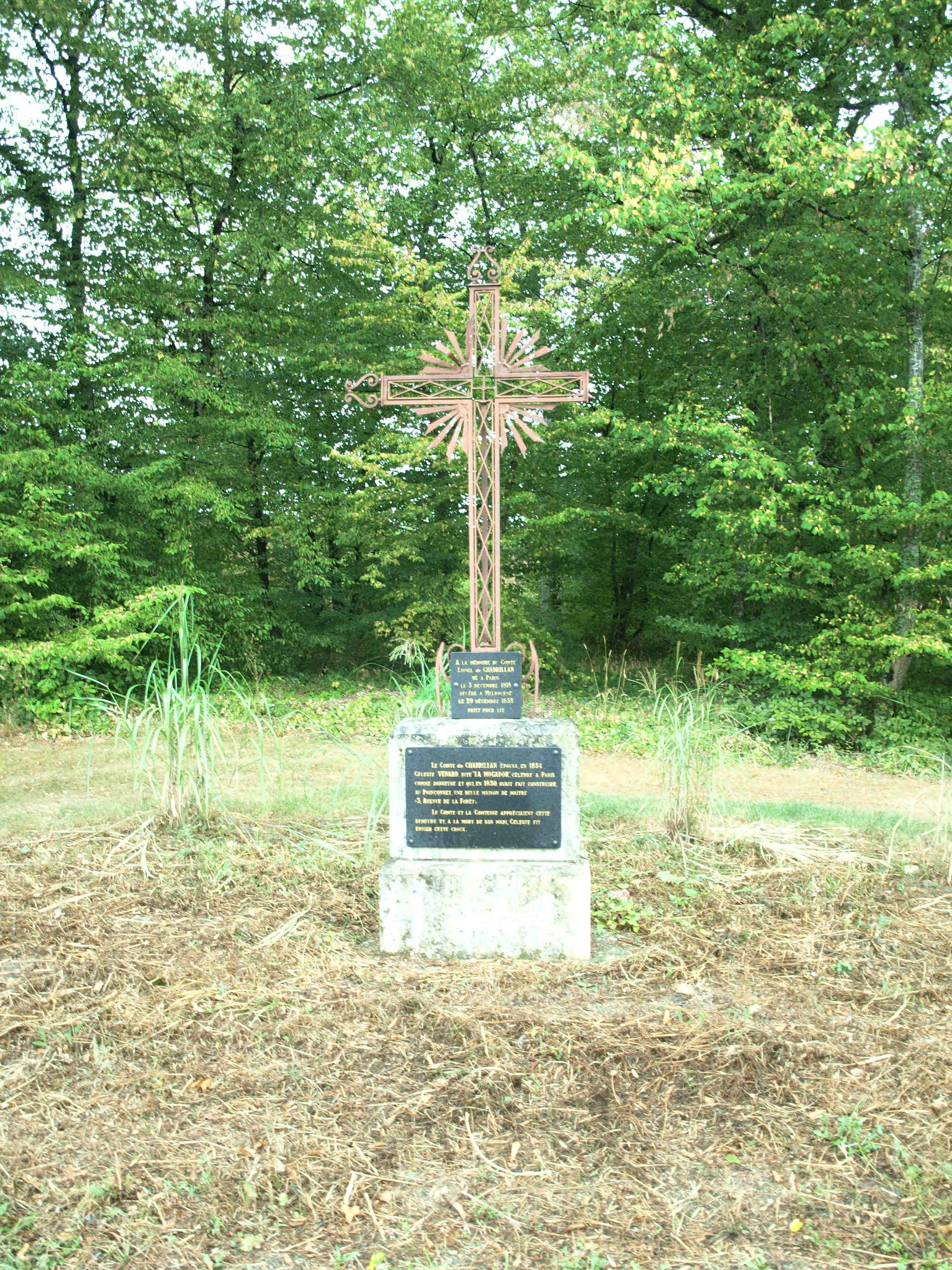
Croix commémorative que fit ériger Céleste Mogador au Poinçonnet, après la mort de son époux.

Du 29 août au 20 septembre 1861, Céleste vend son château du Poinçonnet.
Le 20 janvier 1862, à l'angle de l'avenue des Champs-Elysées et de l'avenue Marigny, Céleste devient directrice et propriétaire du théâtre des Folie-Marigny, après « privilège accordé d’une direction de théâtre pour concert vocal dans l’intérieur de la salle et instrumental à l’extérieur, comédies et vaudevilles en un, deux, ou trois actes, avec intermèdes de chant et de danse & aussi d’opérette ». Elle fait faillite et revend le tout vers 1864-65.
En 1865, elle achète un terrain rocailleux payable sur 5 ans puis fait construire une maison payable en 2 ans au Vésinet qu'elle baptise "le Chalet Lionel". Elle reçoit et se lie avec Georges Bizet, l'un de ses voisins. Elle est cependant contrainte de l'hypothéquer en 1871-72. De Nauroy rachète le terrain et la maison pour créer "L'orphelinat des Alsaciens Lorrains" afin de protéger les jeunes filles. L'inauguration a lieu en décembre 1875, et la chapelle le 22 août 1877.
Du 28 novembre 1868 au 19 avril 1869, elle devient la directrice du théâtre des Nouveautés situé au 60 rue du Faubourg Saint-Martin.
Le 15 septembre 1870, Céleste devient le no 9472 dans l'Association des Sœurs de France, infirmières soignant les blessés lors du Siège de Paris.
Entre 1877 et 1880, Céleste achète au Vésinet (au 5 rue du Marché) une maison pour 5 500 francs avec de nombreux travaux. Elle le surnomme "le chalet aux Fleurs" et s'essaye à la photographie.
Dans le même temps, elle s'installe à Paris, passage de l'Opéra et tient une boutique mystérieuse. « En attendant que sa maison fût mise en état, elle continua d’habiter au 17, passage de l’Opéra où elle avait élu domicile à une date qu’il ne nous a pas été possible de déterminer. Peut-être se disait-elle que l’ombre discrète de ce lieu assez singulier la préparerait à la vie paisible du Vésinet. Quoi qu’il en soit, le choix du passage de l’Opéra est tout à fait, semble-t-il, en harmonie avec son passé.
« Le passage de l’Opéra, dit Montorgueil, fut ouvert en 1823 pour faire communiquer le boulevard et le théâtre. Il servait à gagner les coulisses. C’était le chemin des bouquetières et des messagers galants. L’Opéra disparu, ce passage est devenu une énigme et une impasse. On y venait avec des intentions pour des affaires de cœur. L’Opéra fut détruit par l’incendie dans la nuit du 28 au 29 octobre 1873. Ce fut le glas du passage. Il s’abandonna, résigné, à des commerces sans ambitions, confidentiels, à des cabinets de lecture. Des boutiques vacantes dépolirent leurs vitres et en firent des rez-de-chaussée. Une ancienne gloire de Mabille, plus que septuagénaire, occupait l’un d’eux. Elle en avait fait un logis qui tenait à la fois de l’agence théâtrale et du cabinet de massage. Les murs étaient ornés d’images et de dédicaces du temps où la Mogador n’était pas encore devenue Comtesse de Chabrillan. »
La destinée du Passage de l’Opéra paraît donc avoir été aussi aventureuse que celle de Céleste. Jusqu’à sa démolition, le passage est resté un carrefour de négociations amoureuses. C’est dans la pénombre du café Costa qu’en 1919 les « dadaïstes », séduits par l’air équivoque du lieu, tinrent leurs assises. Une certaine boutique de mouchoirs dissimulait un commerce et une spécialité particulièrement florissante en dépit de l’âge de la marchande. Et Céleste, que vendait-elle ? devait encore se demander Jules Chancel :
« Une minuscule boutique au fond du passage de l’Opéra, écrivait-il après avoir rendu visite à Céleste, une boutique dans laquelle on ne vend rien : tel est le gîte actuel de la célèbre Mogador, ou plutôt de très noble et honnête dame Lionel de Moreton, comtesse de Chabrillan... Un après-midi, je frappai aux carreaux et à ce signal d’habitué, la vieille dame entrouvrit sa porte, croyant avoir affaire à un voisin de ce passage qu’elle habite depuis si longtemps, changeant d’étage, suivant l’état de ses finances... Je pénétrais dans une curieuse petite pièce tendue d’étoffes algériennes, tenant à la fois de l’agence théâtrale de province et du cabinet de massage plus ou moins suédois. »
Aujourd’hui encore, Jules Chancel se souvient d’une vieille dame prétentieuse et insupportable, bas-bleu aigri, acariâtre, qui rendait l’humanité entière responsable de ses déboires amoureux, artistiques, littéraires et financiers. Il est peu probable que le seul appât des 56 ans de Céleste ait pu suffire à achalander une de ces « boutiques de galanteries » chères aux lorettes de sa jeunesse, mais alors, quel pouvait être exactement son emploi dans ce magasin mystérieux ?
Henri Duvernois évoque dans ses Souvenirs le cabinet de lecture, qu’il situe par erreur Passage des Panoramas, car il s’agit certainement de celui du Passage de l’Opéra : « En face de ce cabinet, dit-il, une boutique m’intriguait, toujours close, sans enseigne, les rideaux fermés. On croyait à la présence en ce lieu, d’une diseuse de bonne aventure. C’était le logis d’une des gloires chorégraphiques de Mabille : Céleste Mogador. Cette octogénaire de haute taille avait encore des yeux superbes, des yeux de feu et de flammes dans un visage dévasté. »
La clef de cette énigme est-elle fournie par Eugène Rey, le libraire de la rue Drouot, qui vers 1884 était commis de la librairie Flammarion, située au coin du boulevard et du passage de l’Opéra ? Il a bien voulu évoquer pour nous ses souvenirs :
« Au-dessus de la librairie, nous écrit-il, se trouvait le bureau de rédaction de l’Evénement, dont le directeur était Magnier, plus tard sénateur. Le passage de l’Opéra se composait de deux galeries, celle du Baromètre et celle de l’Horloge. Elles étaient occupées au rez-de-chaussée par des boutiques de diverses professions, pâtissiers, coiffeurs, armuriers, magasins de jouets, etc. C’est ainsi que dans la Galerie de l’Horloge se trouvait une de ces boutiques spacieuses, à laquelle sa devanture peinte en noir donnait un aspect plutôt sévère. Cette boutique était un cabinet de lecture plus spécialement consacré aux journaux et aux revues. On consommait sur place. La clientèle était fidèle et nombreuse. La propriétaire et directrice de cette officine était la comtesse de Chabrillan... Plus d’un parmi les abonnés de son cabinet de lecture revivait sa jeunesse à la vue de cette encore jolie vieille femme, toujours de noir vêtue et dont la chevelure complètement blanche donnait à sa personne une indéniable distinction. »
Si réellement, Mogador tenait un cabinet de lecture, on est surpris de constater le soin qu'elle a pris à le dissimuler. »
À partir des années 1890, Céleste fréquente les cafés-concerts.

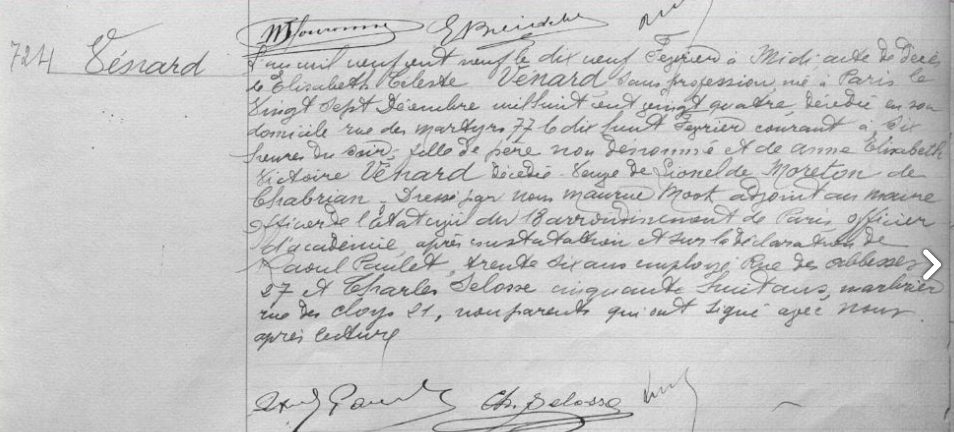
Son acte de décès (registres numérisés de Paris)

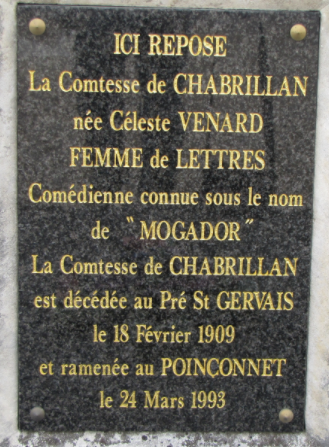
Sa pierre tombale

Elle passe la fin de ses jours à la maison de retraite l'asile de la Providence, au 77 rue des Martyrs à Paris 18e, où elle meurt le 18 février 1909,. Elle est inhumée au cimetière communal du Pré-Saint-Gervais. Ses restes ont été transférés au cimetière du Poinçonnet le 24 mars 1993.

### Amis, amants, clients
Céleste Vénard fréquente autant d'anonymes que de grands noms dans la société française du XIXe siècle. Ainsi, aux côtés des ducs, des comtes, des barons, des princes, des ouvriers, des comédiens, musiciens, des prostituées, des galantes et des maquerelles anonymes, se côtoient dans son réseau social : Alphonse Royer, Hermann Cohen, Lagie, Perdilini, Bettini, Thomas Couture, Eugénie Doche dite Plunkett, Julie Pilloy dite Alice Ozy, Rose Pompon, Théodore Faullain comte de Banville, Adèle Page, Zaïre-Nathalie dite Mademoiselle Nathalie, Philoxène Boyer, Jules Pierre Théophile Gautier, Gustave Flaubert, Henri Murger, Monsieur et Madame Edouard Suard, Frederick Lemaître, Elisabeth Rachel Felix dite la Grande Rachel, Alexandre Dumas père, Alexandre Dumas fils, Guillaume Victor Emile Augier, Victor Louis Nestor Roqueplan, Jules Favre, le Prince Napoléon Jérôme Bonaparte, Michel Lévy, Paul Nadar, Emile de Girardin, Charles Augustin Sainte Beuve, le marquis Edouard de Naurois, Marie-Anne Detourbay, comtesse de Loynes, dite Jeanne de Tourbey, Victor Cochinat, Léon Péragallo, Jules Janin, Théodore Barrière, Gustave Dardoize dit Gustave Harmant, Augustine Duvergner, Céline Chaumont, Victoire Elisa Macé, dite Marguerite Macé-Montrouge, Jean-Pierre Hesnard dit Montrouge, Léon Gambetta, Louis-René Delmas de Pont-Jest, Hollacher ou Edouard Harladier, Gabriel Ranvier, Thérèsa, Georges Bizet, Jean Hippolyte Auguste Delaunay de Villemessant, Gustave Flourens, Henri Larochelle, Pierre Henry Victor Berdalle de Lapommeraye dit Henri de la Pommeraye, Madame Ambroise de Nar-Bey, princesse de Lusignan, René Luguet, Georges de Montorgueil, Jules Chancel, Charles Hipolyte Chincholle, Jules Claretie, François Coppée, Henry de Rochefort, Nancy Vernet, Maurice Artus, René Marie Henri comte de Farcy, Jacques de Farcy.

## Hommage
Dans ton rapide essor,

Je te suis Mogador,

Partage mon destin,

Fille des cieux… et du quartier Latin.

En te faisant si belle d’élégance,

Ton père eût dû songer en même temps

À te doter d’un contrat d’assurance

Contre la grêle… et d’autres accidents.
— Gustave Nadaud, Les Reines de Mabille
Si le Bon Dieu l'avait voulu

J'aurais connu la Messaline

Agnès, Odette et Mélusine

Et je ne t'aurais pas connue

J'aurais connu la Pompadour

Noémi, Sarah, Rébecca

La fille du Royal Tambour

Et la Mogador et Clara
— Paul Fort, Si le bon Dieu l'avait voulu, extrait (deuxième strophe)

## Publications

### Ouvrages
- Adieux au monde. Mémoires de Céleste Mogador, 1854 fac-similé téléchargeable sur Google Livres
- Les Voleurs d'or, 1857.
- Sapho, 1858.
- Miss Powel, 1859.
- Est-il fou?, 1860.
- Un miracle à Vichy, 1861.
- Les Mémoires d'une honnête fille, 1865.
- Les Deux Sœurs, 1876.
- Un deuil au bout du monde, 1877.
- Les Forçats de l'amour, 1881.
- Marie Baude, 1883.
- Un drame sur le Tage, 1885.

### Pièces de théâtre
- La Chasse aux baisers, vaudeville en deux actes (avec François Llaunet), 1857[18].
- Bonheur au vaincu, comédie en un acte, 1862[19].
- En Australie, comédie, 1862.
- L' Amour de l'art, vaudeville en un acte, 1865[20].
- Chambre à louer, vaudeville en un acte, 1865[21].
- Les Voleurs d'or, drame en cinq actes, 1866.
- À la Bretonne, opérette en un acte, 1868[22].
- Les Crimes de la mer, drame en cinq actes, 1869.
- Un homme compromis, vaudeville en un acte, 1869
- Un Pierrot en cage
- Les Revers de l'amour, comédie en cinq actes, 1870.
- L'Américaine, comédie en cinq actes, 1870.
- L' Ambition fatale, drame en cinq actes, 1875[23].
- Le Bonnet d'âne, vaudeville, 1876[24].
- Pierre Pascal, drame en cinq actes, 1885.

### Chansons
- Battez, battez, tambours, sur une musique de André-Marie Oray, parole de Madame la comtesse de Chabrillan, 1860.
- L'Amour c'est des bêtises, sur une musique de Georges Louis Rose, parole chantées par Madame la comtesse de Chabrillan, 1865.
- Les Adieux aux rivages, musique de Laurent Alfred, parole de Madame la comtesse de Chabrillan, chanté par M. Péron, au théâtre de Belleville.
- Nédel, opérette en un acte, musique Le Bailly, auteur compositeur Boullard Marius, parole de la comtesse de Chabrillan, représentée pour la première fois au Théâtre des Champs Elysées le 23 mai 1863.
- Un Pierrot en cage, opérette en un acte, sur une musique de Kriesel, parole et interprétation par Madame Lionel de Chabrillan, représenté au Théâtre des Nouveauté le 28 novembre 1869.